# Koš
Koš este o comună slovacă, aflată în districtul Prievidza din regiunea Trenčín. Localitatea se află la altitudinea de 270 m deasupra n.m., se întinde pe o suprafață de 13,59 km2 și în 2017 număra 1.100 de locuitori.

## Istoric
Localitatea Koš este atestată documentar din 1367.

## Demografie
| An:                | 1994 | 2004    | 2014    | 2024    |
| ------------------ | ---- | ------- | ------- | ------- |
| Număr de persoane: | 802  | 900     | 1150    | 1005    |
| Diferență:         |      | +12,21% | +27,77% | −12,60% |

| An:                | 2023 | 2024   |
| ------------------ | ---- | ------ |
| Număr de persoane: | 1024 | 1005   |
| Diferență:         |      | −1,85% |